# Pierre Meunier (homme de théâtre)
Pour les articles homonymes, voir Pierre Meunier (homonymie) et Meunier.
Pierre Meunier, né à Paris en 1957, est un metteur en scène, comédien et réalisateur français.

## Biographie
Son parcours artistique traverse le cirque, le théâtre et le cinéma. Il a travaillé avec Pierre Etaix, Annie Fratellini, Philippe Caubère, Zingaro, la Volière Dromesko, Giovanna Marini, François Tanguy, Matthias Langhoff, Jean-Paul Wenzel, Joël Pommerat[réf. nécessaire]...
Pierre Meunier construit et écrit ses propres spectacles, inventant une écriture scénique qui met en jeu la physique concrète. Dans son atelier, il expérimente ses sculptures dynamiques et autres installations. Son travail se nourrit de rencontres avec des scientifiques, des philosophes, de séjours en forge industrielle, d’ateliers en milieu psychiatrique, de périodes d’écriture, tout autant que d’improvisations sur le plateau avec l’équipe réunie autour d’un projet théâtral.
L’Homme de Plein Vent (1996), qu’il interprète avec Hervé Pierre, est une rêverie autour de la pesanteur déclarée puissance ennemie. Le Chant du ressort (1999), avec Isabelle Tanguy, met en jeu la spire dans tous ses états. 
Les Égarés (2007) s’inspire de textes écrits par les patients d’un hôpital psychiatrique. Sexamor (2009), coécrit avec Nadège Prugnard, tente de rendre compte de la complexité de l’attraction entre deux êtres, et des défis physiques que cette loi génère.
Il est particulièrement et unanimement remarqué au Festival d'Avignon 2015 lors de son spectacle Forbidden di Sporgersi  qui met en scène une évocation de la fulgurance de la poésie de Babouillec, jeune autiste qui, n'ayant ni la parole, ni la capacité d'écriture, compose, contre toute attente, à l'aide de lettres de carton, un texte d'une lucidité -sans aucune faute d'orthographe, précise sa mère - d'une force et d'une liberté troublante et confondante.

### CompagnieLa Belle Meunière
La Compagnie La Belle Meunière, fondée en 1992, a pour vocation la création artistique dans le domaine théâtral, sonore, cinématographique, plastique. Durant plusieurs années, le travail de la compagnie s’est fondé sur la relation entretenue sous diverses formes avec la matière. Si les sujets abordés sont aujourd’hui moins directement concrets, la dimension physique reste toujours très présente dans l’écriture scénique. Des rencontres avec des scientifiques, des praticiens ou des industriels en relation avec le sujet viennent enrichir ce temps-là : Laboratoire de gravitation et cosmologie relativiste du CNRS pour l’Homme de plein vent ; fabricants de ressorts pour Le Chant du ressort ; LMDH, Laboratoire des matériaux désordonnés et hétérogènes du CNRS pour Le Tas ; travail avec des patients psychiatriques pour Les Égarés…
Un noyau de création s’est constitué au fil des années à La Belle Meunière qui permet de partager une intuition du sens du travail et un goût commun pour des aventures de cette nature : Alain Mahé au son, Claudine Bocher à la production et à l’administration, Joël Perrin à la lumière, François Virolle à la machinerie et selon les périodes, de forts compagnonnages contribuent largement à  faire exister la compagnie comme avec Jean-Louis Coulloc’h ou Hervé Pierre, acteurs, Jean-Marc Sabat à la régie générale, Catherine Rankl et Marguerite Bordat à la peinture et aux costumes...

## Théâtre
- 2015 : Forbidden di Sporgersi d'après Algorithme éponyme de Babouillec (La chartreuse - Festival d'Avignon 2015) Mise en scène: Marguerite Bordat et Pierre Meunier
- 2014 : Chute libre, une aventure-spectacle des Voyageurs de l'Espace, mise en scène Pierre Meunier, avec Philippe Foch, Didier Petit et Christian Sébille.
- 2009 : Sexamor auteur du projet, fabrication collective, Avec Nadège Prugnard (coécriture et jeu), Alain Mahé (son)…
- 2008 : Vivant d'Annie Zadek, mise en scène Pierre Meunier avec Hervé Pierre, création à Valence et reprise en 2009 au studio-théâtre de la Comédie-Française
- 2007 : Éloge du poil projet de Jeanne Mordoj, mise en scène Pierre Meunier.
- 2007 : Les Égarés auteur du projet, fabrication collective, Avec Jean-Louis Coulloc’h, Isabelle Védie, Freddy Kunze, François Tizon, Valérie Laroque...
- 2004 : Au Milieu du désordre auteur, acteur solo, mise en scène.
- 2002 : Le Tas, auteur, acteur, fabrication collective. Avec Jean-Louis Coulloc’h, Alain Mahé (son)…
- 1999 : Le Chant du ressort auteur, acteur, mise en scène. Avec Isabelle Tanguy, Alain Mahé (son), Théâtre Paris-Villette
- 1996 : L’Homme de plein vent, auteur, acteur, mise en scène. Avec Hervé Pierre.

## Filmographie
- 2010 : En l'air, actuellement en cours de montage.
- 2008 : Lignes court-métrage (15 minutes, vidéo) Markus Streider, sculpteur, aux Forges de Syam.
- 2008 : Ça Continue long-métrage documentaire (100 minutes, vidéo) . Auto produit avec le soutien de France 2 (Histoires courtes).
- 2004 : Asphalte court-métrage (17 minutes, couleur, 35 mm cinémascope), Grand Prix du public 2005 du cinéma le Balzac à Paris.
- 2000 : Hardi! court-métrage (17 minutes, N & B, 35 mm), Festival de Lisbonne, Limoges.
- 1999 : Hoplà! court-métrage (12 minutes, couleur, super 16) produit par le Groupe de Recherches et d'Études Cinématographiques (GREC) 1er prix du Jury au Festival de Pontault Combault (2001 - 1er prix du Festival Cinérégions (2002)

## Publications
- 2006 : Le Bleu des pierres, éditions Les Solitaires Intenpestifis.
- 2008 : Au milieu du désordre, éditions Les Solitaires Intenpestifis.

### Filmographie
- Dernières Nouvelles du cosmos (2016) présente le travail de Pierre Meunier avec Babouillec pour le spectacle Forbidden di Sporgersi.